# Sisyrinchium angustifolium
Sisyrinchium angustifolium je biljka iz porodice Iridaceae, porijeklom iz Sjeverne Amerike. U Europi se uzgaja od 18.stoljeća kao ukrasna biljka, no nađe se i podivljala u prirodi. Posebno se raširila nakon 1917., kada je za Prvog svjetskog rata korištena kao hrana za konje francuske vojske.
Sjevernoamerički su Indijanci koristili njezin korijen kao lijek za djecu kod dijareje (proljev) i jestivu biljku. Kod nas je razmjerno rijetka.

## Vanjske poveznice
Flora of North America